# Бронка (станція)
Бронка — залізнична станція Жовтневої залізниці. Знаходиться навпроти південного краю Дамби на березі Фінської затоки.
Станція розташована біля КАД, обслуговує порт Ломоносов та порт Бронка, а також в перспективі — Ломоносовський вантажний термінал.